# Sonthonnax-la-Montagne
Sonthonnax-la-Montagne es una comuna francesa situada en el departamento de Ain, de la región de Auvernia-Ródano-Alpes.

## Demografía
| 195 | 166 | 153 | 194 | 242 | 302 | 329 | 320 | 312 |
| Para los censos de 1962 a 1999 la población legal corresponde a la población sin duplicidades (Fuente: INSEE [Consultar]) |     |     |     |     |     |     |     |     |